# Jules Colbeau

Jules Alexandre Joseph Colbeau (Namen, 1 juli 1823 - Elsene, 11 april 1881) was een Belgisch malacoloog.
Colbeau was mede-oprichter van de Société Malacologique de Belgique en was er secretaris van tot aan zijn dood in 1881. Hij publiceerde ook een lijst met de weekdieren van België.